# Göke Frerichs

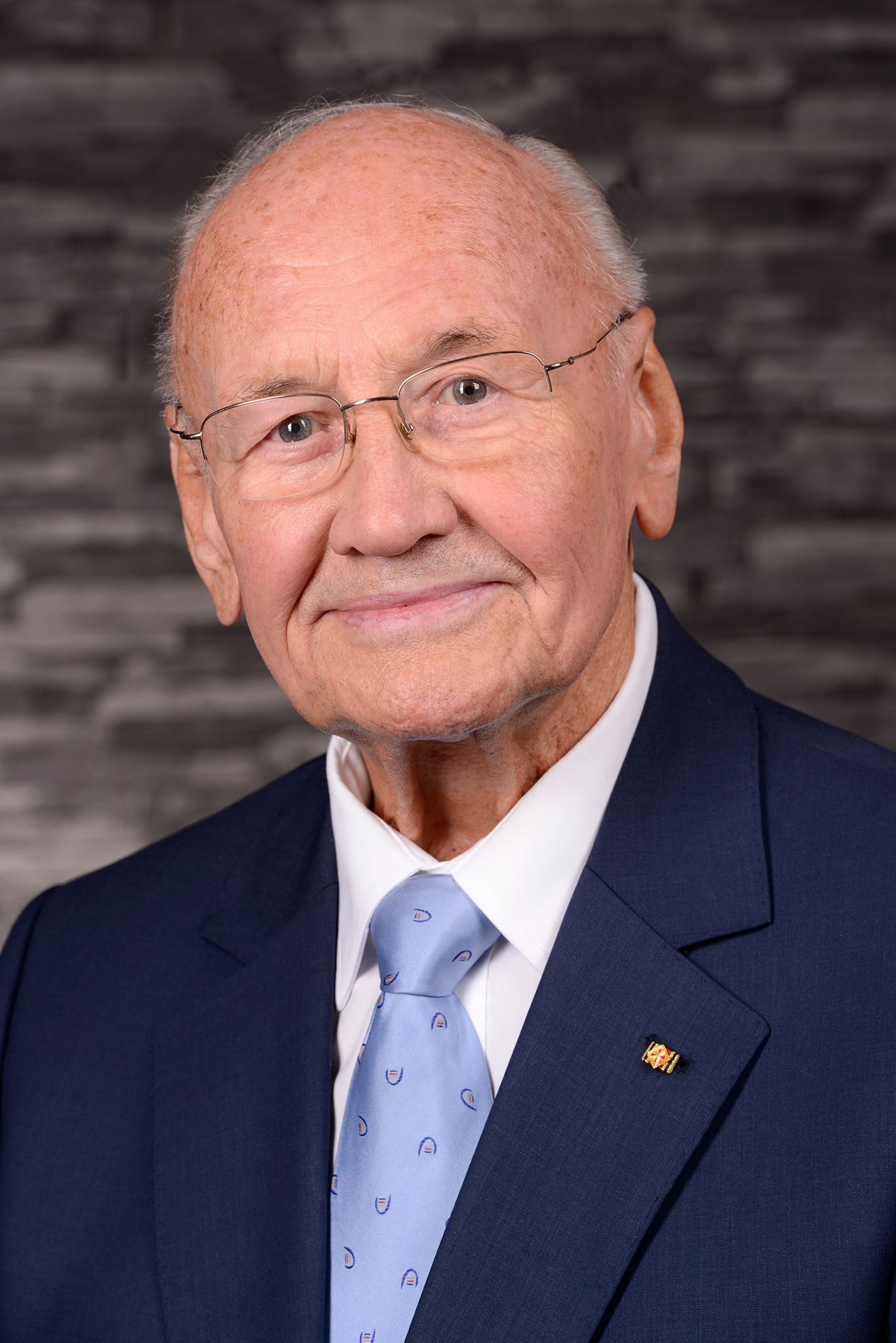
Göke Frerichs (2014)

Göke Daniel Etto Freerk Frerichs (* 22. Oktober 1923 in Altenburg, Thüringen; † 26. September 2014 in Bad Nauheim, Hessen) war Groß- und Außenhandelskaufmann, Mitglied des Deutschen Bundestages und Präsident des Europäischen Wirtschafts- und Sozialausschusses (EWSA).

## Ausbildung und Beruf
Nach dem Abitur 1941 war Frerichs im Wehrdienst mit anschließender Gefangenschaft bis 1946. Von 1946 bis 1951 absolvierte er das Studium der Rechts- und Staatswissenschaften sowie der Wirtschaftswissenschaften an der Philipps-Universität in Marburg, der Johann Wolfgang Goethe-Universität in Frankfurt am Main sowie der Wirtschafts-Hochschule in Mannheim, welche er 1949 als Diplom-Volkswirt beendete. 1951 erfolgte seine Promotion zum Dr. rer. pol.

## Familie
Göke Frerichs war verheiratet und hatte fünf Söhne.

## Partei
Seit 1946 war er Mitglied der Christlich-Demokratischen Union Deutschlands (CDU). 1986 bis 1990 war er Kreisvorsitzender der CDU Hochtaunus. Von 1953 bis 1969 war Frerichs Stadtratsmitglied mit Fraktionsvorsitz in Bad Godesberg und zwischen 1957 und 1969 Mitglied des Kreistages in Bonn.

## Abgeordneter
1965 bis 1975 war Frerichs Mitglied des Deutschen Bundestages. In den 1980er und 1990er Jahren war er Kreistagsmitglied im Hochtaunus.
Seit 1990 war er Mitglied des Europäischen Wirtschafts- und Sozialausschusses (EWSA), Brüssel. Je zwei Jahre war Frerichs Vorsitzender der Fachgruppe Wirtschafts- und Währungsunion, stv. FG für Außenbeziehungen, des Haushaltsausschusses, Präsident des EWSA 2000 bis 2002 und die darauf folgende Periode 2002 bis 2004 Vizepräsident. Zudem war er Mitglied des Europäischen Konvents als Beobachter des EWSA zur Vorlage des Entwurfes eines EU-Verfassungsvertrages an die Europäische Regierungskonferenz unter italienischer Ratspräsidentschaft (1. Juli–31. Dezember 2003). Bis September 2014 war Frerichs Vizepräsident der ECO Fachgruppe (Economic and Monetary Union and Economic and Social Cohesion / Wirtschafts- und Währungsunion, wirtschaftlicher und sozialer Zusammenhalt), Mitglied der Commission Consultative des Mutations Industrielles (CCMI / Beratende Kommission für den industriellen Wandel) und Mitglied der Fachgruppe REX (Section REX / Außenbeziehungen).

## Öffentliche Ämter
Von 1951 bis 1969 war er im Bundesverband des deutschen Groß- und Außenhandels e. V. (BGA) Bonn und zuletzt als Hauptgeschäftsführer tätig. In der Zeit von 1969 bis 1981 war er Finanzvorstand und Vorsitzender des Vorstandes der Andreae-Noris Zahn AG (ehemals ANZAG – jetzt Alliance Healthcare Deutschland AG) in Frankfurt am Main. Zwischen 1970 und 1999 war er Beiratsmitglied/Vorsitzender von Uni Elektro Handelsgesellschaft (Würth-Gruppe), Eschborn, sowie weiterer Handelsunternehmen, während er gleichermaßen zwischen 1981 und 1998 Aufsichtsratsvorsitzender des Einkaufskontor Frankfurt (EKF) war. In den Jahren von 1981 bis 2001 war Frerichs Vorsitzender beim Verband Großhandel Außenhandel Verlage und Dienstleistungen Hessen e. V. (AGH) in Frankfurt am Main (bis 2014 Ehrenvorsitzender). Zur gleichen Zeit war er Vorsitzender des Großhandelsausschusses und Vizepräsident der IHK Frankfurt am Main.
Von 1976 bis 2014 ist er Mitglied des Präsidiums des Bundesverband Großhandel, Außenhandel, Dienstleistungen e. V. (BGA)., Bonn/Berlin gewesen.

## Auszeichnungen
- 1983: Verdienstkreuz 1. Klasse der Bundesrepublik Deutschland
- Großes Bundesverdienstkreuz mit Stern
- Mérite Européen in Gold

## Schriften
- Auf- und Ausbau der internationalen Wirtschaftsbeziehungen: Ein Beitrag zu ihrer Gestaltung und Ordnung in der Gegenwart, Dissertation Marburg 1951.
- Zur Neuordnung des Arzneimittelrechts und des Arzneimittelmarktes: Referat gehalten in der Arbeitsgruppe 9 „Lebensmittel, Arzneimittel und Apotheken“ auf der Gesundheitspolitischen Kongress der CDU am 22., 23. November 1974 in Kiel, Bundesverband der Pharmazeutischen Industrie, Frankfurt am Main 1974.